# Monte Cerignone
Monte Cerignone là một đô thị ở tỉnh Pesaro và Urbino trong vùng Marche, nằm cách 90 km về phía tây bắc của Ancona và khoảng 40 km về phía tây của Pesaro. Tại thời điểm ngày 31 tháng 12 năm 2004, đô thị này có dân số 685 và diện tích là 18,1 km².
Monte Cerignone giáp các đô thị sau: Macerata Feltria, Mercatino Conca, Montecopiolo, Monte Grimano, Sassocorvaro, Tavoleto.